# التاريخ الانتخابي لدونالد ترامب
هذا هو التاريخ الانتخابي لدونالد ترمب. دونالد ترمب هو الرئيس المنتخب الحالي للولايات المتحدة وشغل سابقًا منصب الرئيس الخامس والأربعين للولايات المتحدة في الفترة (2017–2021).
ترشح ترمب لأول مرة لمنصب الرئيس في الانتخابات الرئاسية الأمريكية عام 2000 كمرشح عن حزب الإصلاح في الولايات المتحدة. انسحب ترمب من السباق قبل الانتخابات التمهيدية. فاز ترمب في الانتخابات الرئاسية الأمريكية لعام 2016 كمرشح للحزب الجمهوري، لكنه خسر التصويت الشعبي. خسر ترمب الانتخابات الرئاسية الأمريكية لعام 2020 أمام جو بايدن، وفاز في الانتخابات الرئاسية الأمريكية لعام 2024 ضد كامالا هاريس ليفوز بفترة ولاية ثانية غير متتالية كرئيس، وكلاهما ترشح فيه أيضًا كمرشح جمهوري.

## الانتخابات الرئاسية لعام 2000
خلال الحملة الانتخابية، تأهل ترمب للانتخابات التمهيدية الرئاسية لحزب الإصلاح في ولايتي ميشيغان وكاليفورنيا. أُجريت هاتان الانتخابتان بعد خروج ترمب من السباق. في 22 فبراير، فاز ترمب في الانتخابات التمهيدية في ميشيغان بحصوله على 2164 صوتًا، متغلبًا على غير الملتزمين بحصولهم على 948 صوتًا. فاز ترمب في الانتخابات التمهيدية في كاليفورنيا في 7 مارس بحصوله على 15311 صوتًا. لم يكن مرشح الإصلاح النهائي بات بوكانان مدرجًا في أي من بطاقتي الاقتراع. تقدمت مجموعة من أنصار ترمب بطلب لإدراج اسمه في الانتخابات التمهيدية الرئاسية لحزب الاستقلال في نيويورك، لكن طلبهم قوبل بالرفض بسبب خطأ فني.

### الانتخابات التمهيدية لحزب الإصلاح
| الحزب       | الحزب                                           | المرشح       | الأصوات | %       |
| ----------- | ----------------------------------------------- | ------------ | ------- | ------- |
|             | خطأ: لا توجد وحدة بهذا الاسم "Political party". | Donald Trump | 2٬164   | 69.54%  |
|             | [[{{{حزب سياسي}}}\|{{{حزب سياسي}}}]]            | Uncommitted  | 948     | 30.46%  |
| Total votes | Total votes                                     | Total votes  | 3٬112   | 100.00% |

| الحزب       | الحزب                                           | المرشح             | الأصوات | %       |
| ----------- | ----------------------------------------------- | ------------------ | ------- | ------- |
|             | خطأ: لا توجد وحدة بهذا الاسم "Political party". | Donald Trump       | 15٬311  | 44.28%  |
|             | [[{{{حزب سياسي}}}\|{{{حزب سياسي}}}]]            | جورج د. ويبر       | 9٬390   | 27.16%  |
|             | [[{{{حزب سياسي}}}\|{{{حزب سياسي}}}]]            | روبرت إم. بومان    | 4٬879   | 14.11%  |
|             | [[{{{حزب سياسي}}}\|{{{حزب سياسي}}}]]            | جون بي. أندرسون    | 3٬158   | 9.13%   |
|             | [[{{{حزب سياسي}}}\|{{{حزب سياسي}}}]]            | Charles E. Collins | 1٬837   | 5.31%   |
| Total votes | Total votes                                     | Total votes        | 34٬575  | 100.00% |

## الانتخابات الرئاسية 2016

نتائج الانتخابات التمهيدية الرئاسية للحزب الجمهوري لعام 2016. ترمب يقول في اللون الأزرق

نسبة الأصوات التي حصل عليها دونالد ترمب حسب الولاية في الانتخابات التمهيدية الرئاسية للحزب الجمهوري، 2016.

### الانتخابات التمهيدية الرئاسية للحزب الجمهوري
حصل المرشحون المدرجون على ما لا يقل عن 0.01% من إجمالي الأصوات:
| مُرَشَّح          | مجموع الأصوات       | مجموع المندوبين |
| ------------- | ------------------- | --------------- |
| دونالد ترمب   | 14,015,993 (44.95%) | 1,457           |
| تيد كروز      | 7,822,100 (25.08%)  | 553             |
| جون كاسيتش    | 4,290,448 (13.76%)  | 160             |
| ماركو روبيو   | 3,515,576 (11.27%)  | 166             |
| بن كارسون     | 857,039 (2.75%)     | 7               |
| جيب بوش       | 286,694 (0.92%)     | 4               |
| راند بول      | 66,788 (0.21%)      | 2               |
| كريس كريستي   | 57,637 (0.18%)      | 0               |
| مايك هاكابي   | 51,450 (0.16%)      | 1               |
| كارلي فيورينا | 40,666 (0.13%)      | 1               |
| جيم جيلمور    | 18,369 (0.06%)      | 0               |
| ريك سانتوروم  | 16,627 (0.05%)      | 0               |
| ليندسي جراهام | 5,666 (0.01%)       | 0               |
| إليزابيث جراي | 5,449 (0.01%)       | 0               |

### الانتخابات العامة

خريطة الهيئة الانتخابية للانتخابات الرئاسية لعام 2016

خريطة الهيئة الانتخابية للانتخابات الرئاسية لعام 2024

قالب:Start U.S. presidential ticket box
قالب:U.S. presidential ticket box rowspan
قالب:U.S. presidential ticket box rowspan
قالب:U.S. presidential ticket box row
قالب:U.S. presidential ticket box row
قالب:U.S. presidential ticket box row
قالب:U.S. presidential ticket box row
قالب:U.S. presidential ticket box row
|-
|colspan=9|Tickets that received electoral votes from faithless electors
|-
قالب:U.S. presidential ticket box rowspan
قالب:U.S. presidential ticket box rowspan
قالب:U.S. presidential ticket box rowspan
قالب:U.S. presidential ticket box rowspan
قالب:U.S. presidential ticket box vp subrow
قالب:U.S. presidential ticket box vp subrow
قالب:U.S. presidential ticket box rowspan
قالب:U.S. presidential ticket box other
قالب:End U.S. presidential ticket boxملحوظات:
|  |  |  |  |  |

|  |  |  |  |  |

|  |  |  |  |  |

|  |  |  |  |  |

## الانتخابات الرئاسية 2020

### الانتخابات التمهيدية الرئاسية
ويبين الجدول أدناه المرشحين الأربعة الذين (أ) شغلوا مناصب عامة، أو (ب) تم تضمينهم في ما لا يقل عن خمسة استطلاعات رأي وطنية مستقلة ، أو (ج) حصلوا على تغطية إعلامية كبيرة. انسحب منافسو الرئيس من السباق بعد بدء الانتخابات التمهيدية، أو في حالة دي لا فوينتي، قبلوا ترشيحًا واحدًا أو أكثر من طرف ثالث.
| مرشحين                                                                                 | دونالد ترمب               | فاتورة لحام     | صخري دي لا فوينتي | جو والش         | إجمالي المندوبين، والمتعهدين (غير المتعهدين/الإجمالي) ، والأصوات |
| -------------------------------------------------------------------------------------- | ------------------------- | --------------- | ----------------- | --------------- | ---------------------------------------------------------------- |
| المندوبون المتعهدون (غير المتعهدين / المجموع الناعم) (إجمالي الجوائز الممنوحة: 2,312 ) | 2,311 (38 / 2,273) 90.63% | 1 (0 / 1) 0.04% | 0 (0 / 0) 0%      | 0 (0 / 0) 0%    | 2,443 (107 / 2,550) (تم منح 90.67٪) 19,321,267 صوتا              |
| الأصوات الشعبية                                                                        | 18,159,752 (93.99%)       | 454,402 (2.35%) | 108,357 (0.56%)   | 173,519 (0.90%) | 2,443 (107 / 2,550) (تم منح 90.67٪) 19,321,267 صوتا              |

### الانتخابات العامة

خريطة الهيئة الانتخابية للانتخابات الرئاسية لعام 2020

يتم إدراج المرشحين أدناه بشكل فردي إذا حصلوا على أكثر من 0.1% من الأصوات الشعبية. إجمالي الأصوات الشعبية مأخوذة من تقرير لجنة الانتخابات الفيدرالية .قالب:Start U.S. presidential ticket box
قالب:U.S. presidential ticket box row
قالب:U.S. presidential ticket box row
قالب:U.S. presidential ticket box row
قالب:U.S. presidential ticket box row
قالب:U.S. presidential ticket box other
قالب:End U.S. presidential ticket box

## الانتخابات الرئاسية 2024

### الانتخابات التمهيدية الرئاسية
| الحزب       | الحزب                                           | المرشح           | الأصوات    | %       |
| ----------- | ----------------------------------------------- | ---------------- | ---------- | ------- |
|             | خطأ: لا توجد وحدة بهذا الاسم "Political party". | دونالد ترامب     | 17٬015٬756 | 76.42%  |
|             | [[{{{حزب سياسي}}}\|{{{حزب سياسي}}}]]            | نيكي هيلي        | 4٬381٬799  | 19.68%  |
|             | [[{{{حزب سياسي}}}\|{{{حزب سياسي}}}]]            | رون دي سانتيس    | 353٬615    | 1.59%   |
|             | [[{{{حزب سياسي}}}\|{{{حزب سياسي}}}]]            | Uncommitted      | 154٬815    | 0.70%   |
|             | [[{{{حزب سياسي}}}\|{{{حزب سياسي}}}]]            | كريس كريستي      | 139٬541    | 0.63%   |
|             | [[{{{حزب سياسي}}}\|{{{حزب سياسي}}}]]            | فيفيك راماسوامي  | 96٬954     | 0.44%   |
|             | [[{{{حزب سياسي}}}\|{{{حزب سياسي}}}]]            | إيسا هاتشينسون   | 22٬044     | 0.10%   |
|             | [[{{{حزب سياسي}}}\|{{{حزب سياسي}}}]]            | Perry Johnson    | 4٬051      | 0.02%   |
|             | [[{{{حزب سياسي}}}\|{{{حزب سياسي}}}]]            | تيم سكوت         | 1٬598      | 0.01%   |
|             | [[{{{حزب سياسي}}}\|{{{حزب سياسي}}}]]            | دوغ بورغوم       | 502        | 0.00%   |
|             | [[{{{حزب سياسي}}}\|{{{حزب سياسي}}}]]            | مايك بنس         | 404        | 0.00%   |
|             | [[{{{حزب سياسي}}}\|{{{حزب سياسي}}}]]            | Other candidates | 93٬796     | 0.42%   |
| Total votes | Total votes                                     | Total votes      | 22٬264٬875 | 100.00% |

### الانتخابات العامة
قالب:Start U.S. presidential ticket box
قالب:U.S. presidential ticket box row
قالب:U.S. presidential ticket box row
قالب:U.S. presidential ticket box row
قالب:U.S. presidential ticket box row
قالب:U.S. presidential ticket box other
قالب:End U.S. presidential ticket box